# Виклиф Палу
Виклиф Палу (енгл. Wycliff Palu; 27. јул 1982) професионални је рагбиста и репрезентативац Аустралије који тренутно игра за НЈВ Варатаси.

## Биографија
Висок 194 цм, тежак 120 кг, Палу је бре Варатаса играо за Норт Харбор Рејс, Тојота Верблиц и Манли РФК. За "валабисе" је до сада одиграо 57 тест мечева и постигао 1 есеј.